# حويرة سقطرية
حويرة سوقطرية (الاسم العلمي:Tephrosia socotrana) هي نوع غير مؤكد من النباتات يتبع جنس الحويرة من الفصيلة البقولية.